# Southern Tracks
Southern Tracks é um EP de b-sides da banda Third Day, lançado a 24 de Agosto de 1999.

## Faixas
1. "Long Time Comin'"
2. "It's About Time"
3. "She Sings In Riddles"
4. "Underwater"